# 캥거루 재판
캥거루 재판 또는 캥커루 법정(Kangaroo court)은 엉터리 재판을 말한다. 인민재판(People's court)으로도 번역되나, 엄밀한 의미에서는 차이가 있다.